# Gavião-de-cara-preta
Bútio-de-mascarilha ou gavião-de-cara-preta (Leucopternis melanops) é uma espécie de ave de rapina da família Accipitridae.

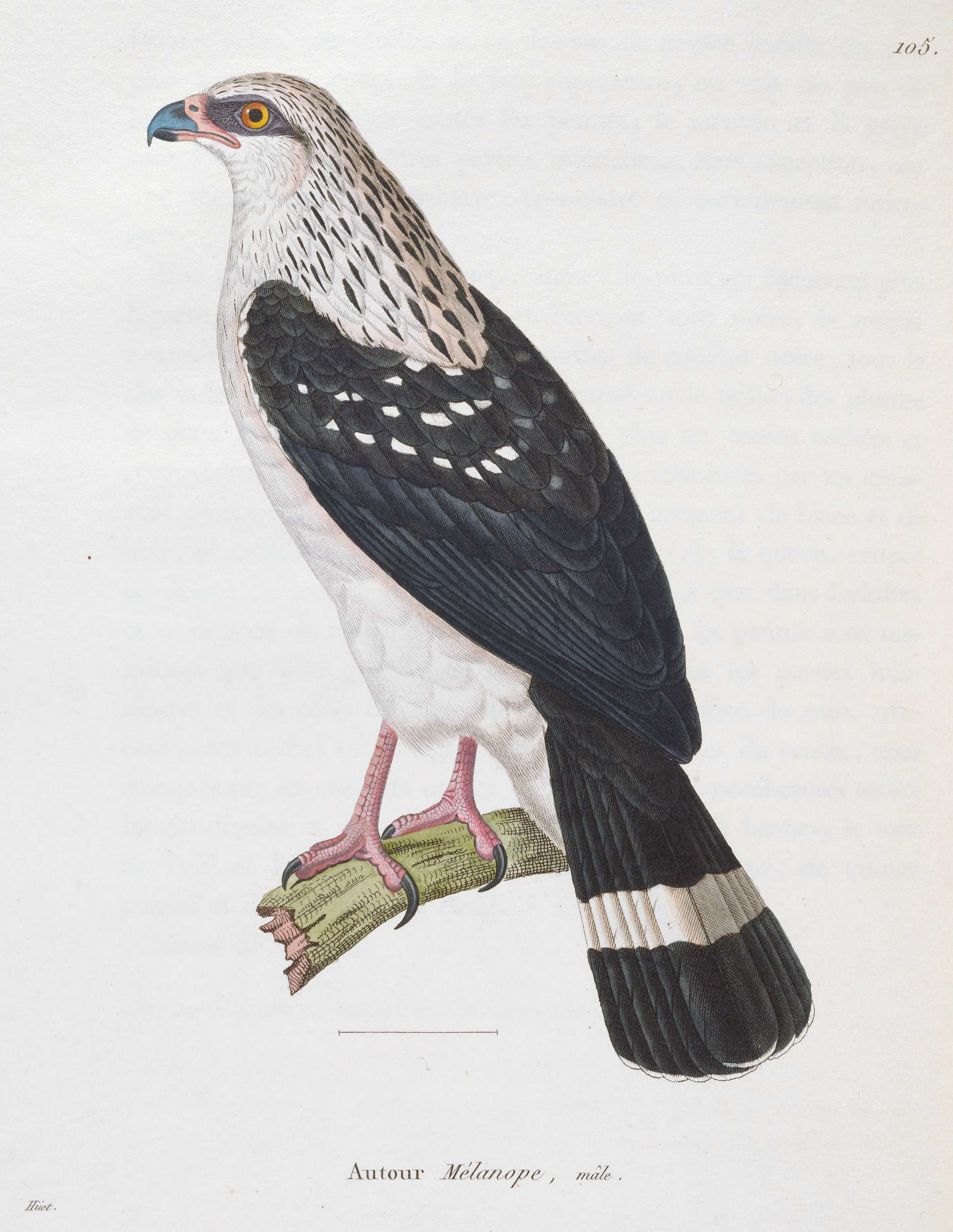
Leucopternis melanops, ilustração en Temminck, Nouveau recueil de planches coloriées d'oiseaux, 1838.

Pode ser encontrado nos seguintes países: Brasil, Colômbia, Equador, Guiana Francesa, Guiana, Peru, Suriname e Venezuela.
Os seus habitats naturais são florestas subtropicais ou tropicais úmidas de baixa altitude.